# Journal of South African Botany
Journal of South African Botany, (abreujat J. S. African Bot.), va ser una revista il·lustrada amb descripcions botàniques que va ser editada a Sud-àfrica per la Kirstenbosch National Botanical Garden des de l'any 1935 fins al 1982. Va ser reemplaçada per South African Journal of Botany.